# تقطير

عرض مختبر التقطير.

التقطير تِقْنِيَّة لفصل موادَّ كيميائية بعضِها عن بعض بحسَب اختلاف درجة غليانها فنحصل على قطارة من جهة وحالة من جهة أخرى.
تتمثل عملية التقطير المائي في تبخير خليط غير متجانس من الماء ومادة طبيعية، يليه تكثيف البخار بتبريده للحصول على نكهات أو روح عطر.

## الأنواع
والتقطير أنواع ويستخدم في تكرير النفط وصناعة الدواء وصناعة البتروكيماويات وتحلية المياه وغيرها
- التقطير البسيط أو التدريجي.[2]
- التقطير الفجائي.
- التقطير المتكرر باستعمال أبراج التقطير.
- تقطير بالبخار.[3]
- تقطير بالتفريغ
- تقطير جاف
- الامتصاص (المادة).

## تاريخه

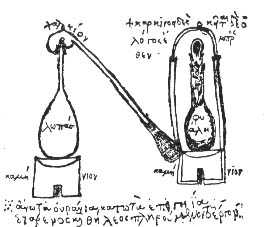

ظهرت هذه التقنية قديماً في الهند وقام العرب بتطويرها ونقلها إلى أوروبا في القرن العاشر ميلادي، حيث يتم غلي خليط من ماء وأوراق نبات عطري فيتبخر الماء حاملاً معه العطر...

## التقطير البسيط

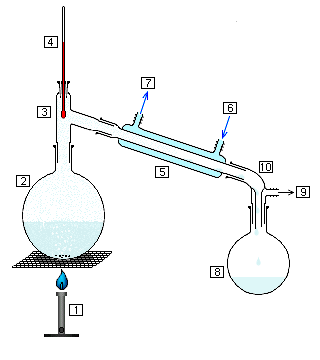
التقطير بالمعمل

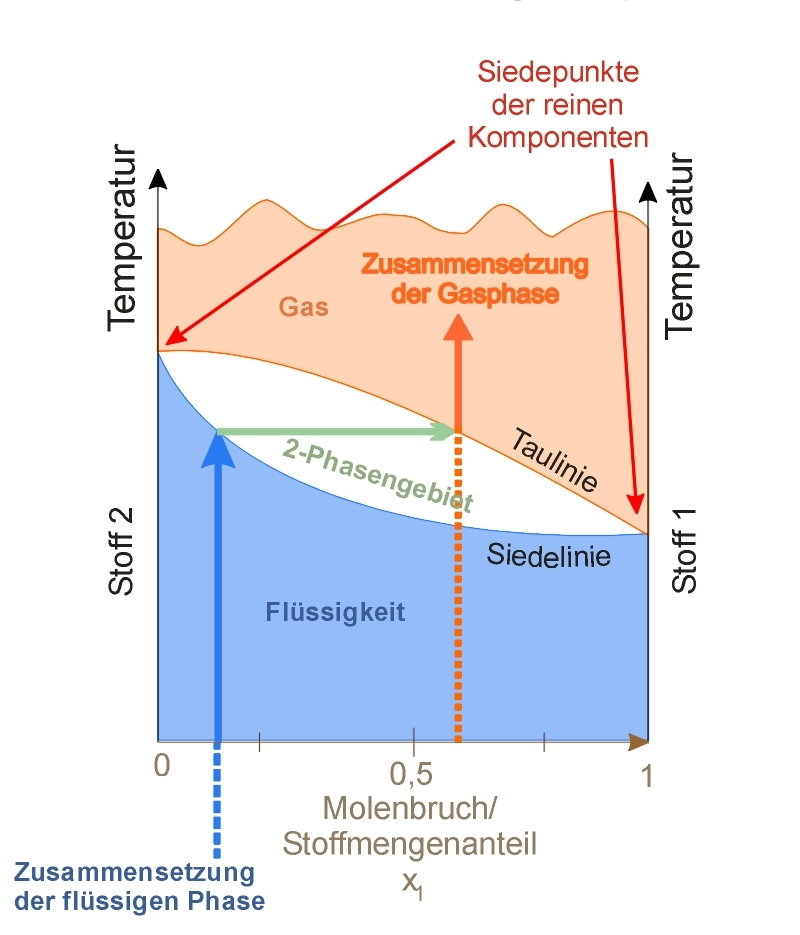
رسم بياني يسمى مخطط الطور يستعمله الكيميائيون : إلى اليمين السائل ذو درجة غليان منخفضة، وإلى اليسار السائل ذو درجة غليان مرتفعة. المحور السيني يمثل نسبة المخلوط بين الصفر و1.

التقطير هو عملية لفصل المواد بواسطة الحرارة. وهي لا تحتاج إضافات أخرى أو مذيبات أو كيماويات. وتعتمد الطريقة على فروق في درجة غليان السوائل المراد فصلها. ويسمي الكيميائيون هذا الفرق فرق الضغط البخاري للمواد عند درجة حرارة معينة.
وكما بالشكل المجاور : عندما نقوم بتسخين مخلوط السوائل 1 (ودرجة غليانه منخفضة) والسائل 2 (درجة غليانه مرتفعة)، وليكن نسبة المخلوط الابتدائية نحو 0.1 (أي 10 % (السهم الأزرق الرأسي)). فترتفع درجة حرارة المخلوط إلى أن تصل منحنى الغليان (منحنى السائل باللون الأزرق). ويتكون البخار الناتج فوق السائل المغلي غنيا ببخار السائل ذو درجة غليان منخفضة، وفقيرا بالنسبة لبخار السائل ذو درجة غليان مرتفعة (تابع السهم الأفقي من اليسار إلى اليمين عند درجة حرارة ثابتة، حيث يلتقي بمنحنى البخار (الخط الأحمر)). ويلتقي السهم بمنحنى البخار عند نسبة 0.6 (أي أن نسبة السائل المراد تنقيته في البخار أصبحت 60 %). وعند تكثيف البخار نحصل على سائل يساوي في نسبته نسبة السائلين في البخار. بذلك يصبح السائل الناتج غنيا بالسائل ذو درجة غليان منخفضة. ويلاحظ أنه مع مرور الوقت تقل نسبة السائل (الطيّار) إلى السائل ذو درجة غليان عالية في قارورة الغليان.

## التقطير التجزيئي
التقطير الجزيئي
هي عملية يتم من خلالها فصل مكونات خليط مُعين (النفط مثلاً )
وهي تعتمد على الاختلاف في درجة غليان المواد المكونة للخليط
وعندما نقوم بتسخين الخليط يتبخر أقل المكونات درجة غليان (عندما تصل درجة حرارة الخليط إلى درجة غليانه) ويرتفع على شكل غاز إلى أعلى
ثم نقوم بتبريد هذا الغاز فنحصل على المادة التي نريدها (نقية) .. وهكذا بالنسبة لبقية المواد المكونة للخليط ..

## تقطير البخار
تقطير بالبخار هي طريقة خاصة للتقطير أي لفصل المواد، تستخدم لفصل المواد التي تتأثر بالحرارة مثل العطور والمواد العضوية. أبتكر الإنبيق العالم المسلم جابر بن حيان.

## تقطير الفراغ
تقطير بالتفريغ (بالإنجليزية:Vacuum distillation) هو نوع من التقطير يفرغ فيه الهواء الموجود فوق المخلوط السائل في القارورة إلى ضغط يقل عن ضغط البخار مما يسمح بتبخر معظم المكونات الطيارة، وعلى الأخص تبخر المكونات ذات درجة غليان منخفضة. أي أن العملية تتم تحت ضغط أقل من 1 ضغط جوي .
وتستغل طريقة التقطير بالتفريغ ظاهرة أن غليان سائل يحدث عندما يتساوى كل من ضغط البخار للسائل مع الضغط المحيط به . ويستخدم تقطير بالبخار إما برفع درجة حرارة المخلوط أو أيضا بدون الحاجة إلى رفع درجة حرارته.

## تقطير أزيوتروبي
تقطير أزيوتروبي في الكيمياء (بالإنجليزية:azeotropic distillation) هي تقنية لفصل مخلوطات أزيوتروبية بواسطة التقطير. وفي الهندسة الكيمائية يعني التقطير الأزيوتروبي تقنية خلط مكون إلى المخلوط، يعمل على خفض نقطة غليان المخلوط أزيوتروبي ويصبح قابلا للفصل . ومثال على ذلك خلط البنزين إلى مخلوط من الماء والإيثانول.

## تقطير صناعي

### التقطير التسلسلي متعدد المراحل
بتكرير عملية التقطير مع السائل الناتج من العملية الأولى يمكننا رفع نسبة السائل ذو درجة غليان منخفضة إلى السائل ذو درجة غليان عالية. ويمكن إجراء ذلك في جهاز يحتوي على عدة أجهزة تقطير متتالية. وبذلك نقترب تدريجيا إلى فصل تام للسائلين.
ويتحقق ذلك عمليا ببناء مجموعة من أجهزة التقطير تتلو الواحدة الأخرى في سلسلة متتالية، ويحدث ذلك في مصفاة البترول.

### التقطير بالأنبوب القصير

جهاز التقطير ذو الأنبوب القصير

هذا الجهاز يعمل عند ضغوط منخفضة بين 1 ضغط جوي و0.001 ضغط جوي، ويتميز بالمحافظة على التركيب الكيميائي للسوائل حيث تجرى عملية التقطير عند درجة حرارة منخفضة. وبتخفيض الضغط تنخفض تبعا درجة غليان السوائل. وهذه الطريقة تصلح أيضا للاستخدام لفصل الجزيئات العضوية المتسلسلة الطويلة واستخلاصها من نفايات الصناعات البترولية.
الوصف:
(1)السوائل المراد تقطيرها، تُسخن القارورة قليلا. (2) نظام أنبوبي قصير، ويحتوي على أنبوب داخلي معوج بحيث ينزلق السائل المتكثف إلى قارورة السائل المقطّر. (3) مدخل ماء التبريد. (4) مخرج ماء التبريد. (5) توصيلة الهواء المخلخل.(6) قارورة السائل المقطّر، وتحفظ باردة.

## اقرأ أيضا
- تقطير جزئي
- تقطير النفط
- تقطير إتلافي
- تقطير جاف
- تقطير بالبخار
- تقطير بالتفريغ
- تعبئة بنائية
- مثلث بركن
- مياه الحقن